# 皮什珀克莫尔纳里
皮什珀克莫尔纳里，是匈牙利沃什州所辖的一个村，总面积15.10平方公里，总人口925，人口密度61.3人/平方公里（2010年1月1日）。